# سومین شامپانزه
سومین شامپانزه: تکامل و آینده حیوان انسان (انگلیسی: The Third Chimpanzee: The Evolution and Future of the Human Animal) کتابی از نویسنده علمی مردم‌پسند و دانشگاهی جارد دایموند است که در سال ۱۹۹۱ میلادی به چاپ رسید. در این کتاب، نویسنده مفاهیم مرتبط با ریشه‌های حیوانی رفتار انسان را مورد کاوش قرار می‌دهد. این کتاب مجموعه‌ای از مقالاتی را دنبال می‌کند که توسط دایموند فیزیولوژیست منتشر شده‌اند و به بررسی شواهد و تفاسیر آنها در رفتارهای قدیمی‌تر گونه‌های مرتبط شامل مشخصه یا ویژگی‌های فرهنگی‌ای که اغلب به‌طور ویژه مختص به انسان‌ها در نظر گرفته می‌شوند، می‌پردازد. این کتاب در بریتانیا در سال ۱۹۹۱ توسط ریدیس (Radius) با عنوان پیدایی و زوال سومین شامپانزه: چگونه میراث حیوانی ما بر مسیر زندگیمان تأثیر گذارده است (انگلیسی: The Rise and Fall of the Third Chimpanzee: How Our Animal Heritage Affects the Way We Live) و در ایالات متحدهٔ آمریکا در سال ۱۹۹۲ توسط هارپر کالینز با عنوان سومین شامپانزه: تکامل و آینده حیوان انسان منتشر شد. در سال ۲۰۱۴ دایموند نسخه‌ای اقتباسی را برای جوانان توسط سون استوریز پرس با عنوان سومین شامپانزه برای جوانان (انگلیسی: The Third Chimpanzee for Young People) به چاپ رساند.